# Mihona Fujii
Pour les articles homonymes, voir Fujii.
Mihona Fujii (藤井 みほな, Fujii Mihona) est une mangaka japonaise née le 12 novembre 1974 à Tōkyō. Elle dessine des mangas de genre shōjo.
Son manga Gals! a été adapté en anime sous le titre Super GALS! Kotobuki Ran.

## Œuvres
- Start (1992)
- Spicy girl (1994)
- Passion girls (1994)
- Ryuuou Mahoujin (1996)
- Yuki no Hanabira (1998)
- Himitsu no Hanazono (1999)
- Super Princess (1999)
- Gals! (1999)
- Tokyo Angels (2006)